# Daniels (réalisateurs)
Pour les articles homonymes, voir Daniels, Kwan et Scheinert.
Pour l'écrivain américain, voir Les Daniels (écrivain).
Daniel Kwan (ou parfois Dan Kwan) et Daniel Scheinert, souvent appelés Daniels, forment un duo de cinéastes américains.
Lors de la 95e cérémonie des Oscars en mars 2023, ils reçoivent conjointement l'Oscar du meilleur réalisateur pour leur film Everything Everywhere All at Once.

## Filmographie

### Cinéma
Sauf indications contraires, sont indiqués les films réalisés et scénarisés par Dan Kwan et Daniel Scheinert.

#### Longs métrages
- 2016 : Swiss Army Man
- 2019 : The Death of Dick Long (uniquement Daniel Scheinert, également acteur)
- 2022 : Everything Everywhere All at Once

#### Courts métrages
- 2007 : I'm Nostalgic (uniquement Daniel Scheinert)
- 2008 : Trust (uniquement Daniel Scheinert)
- 2011 : My Best Friend's Wedding/My Best Friend's Sweating
- 2014 : Interessing Ball
- 2016 : Possibilia

### Télévision
- 2013 : NTSF:SD:SUV:: (2 épisodes)
- 2013 : Childrens Hospital (1 épisode)
- 2019 : Legion (1 épisode, uniquement Dan Kwan, également scénariste)
- 2019 : Becoming a God (1 épisode, uniquement Daniel Scheinert)
- 2020 : Awkwafina Is Nora from Queens (1 épisode, également scénaristes)
- 2024 : Skeleton Crew (épisode 4)

### Clips
- 2011 : Simple Math de Manchester Orchestra
- 2011 : Houdini de Foster the People
- 2011 : Don't Stop (Color on the Walls) de Foster the People
- 2012 : Machines de Battles
- 2012 : Simple Song de The Shins
- 2012 : Rize of the Fenix de Tenacious D
- 2013 : Cry Like a Ghost de Passion Pit
- 2013 : Turn Down for What de DJ Snake et Lil Jon
- 2014 : Tongues de Joywave
- 2017 : The Sunshine de Manchester Orchestra
- 2017 : The Alien de Manchester Orchestra

## Distinctions

### Récompenses
- Critics' Choice Movie Awards 2023 : Meilleur réalisateur pour Everything Everywhere All at Once
- Oscars 2023 : Meilleur film, Meilleure réalisation, Meilleur scénario original pour Everything Everywhere All at Once

### Nominations
- Golden Globes 2023 : Meilleur film musical ou de comédie, meilleure réalisation, meilleur scénario pour Everything Everywhere All at Once